# Библиография Умберто Эко

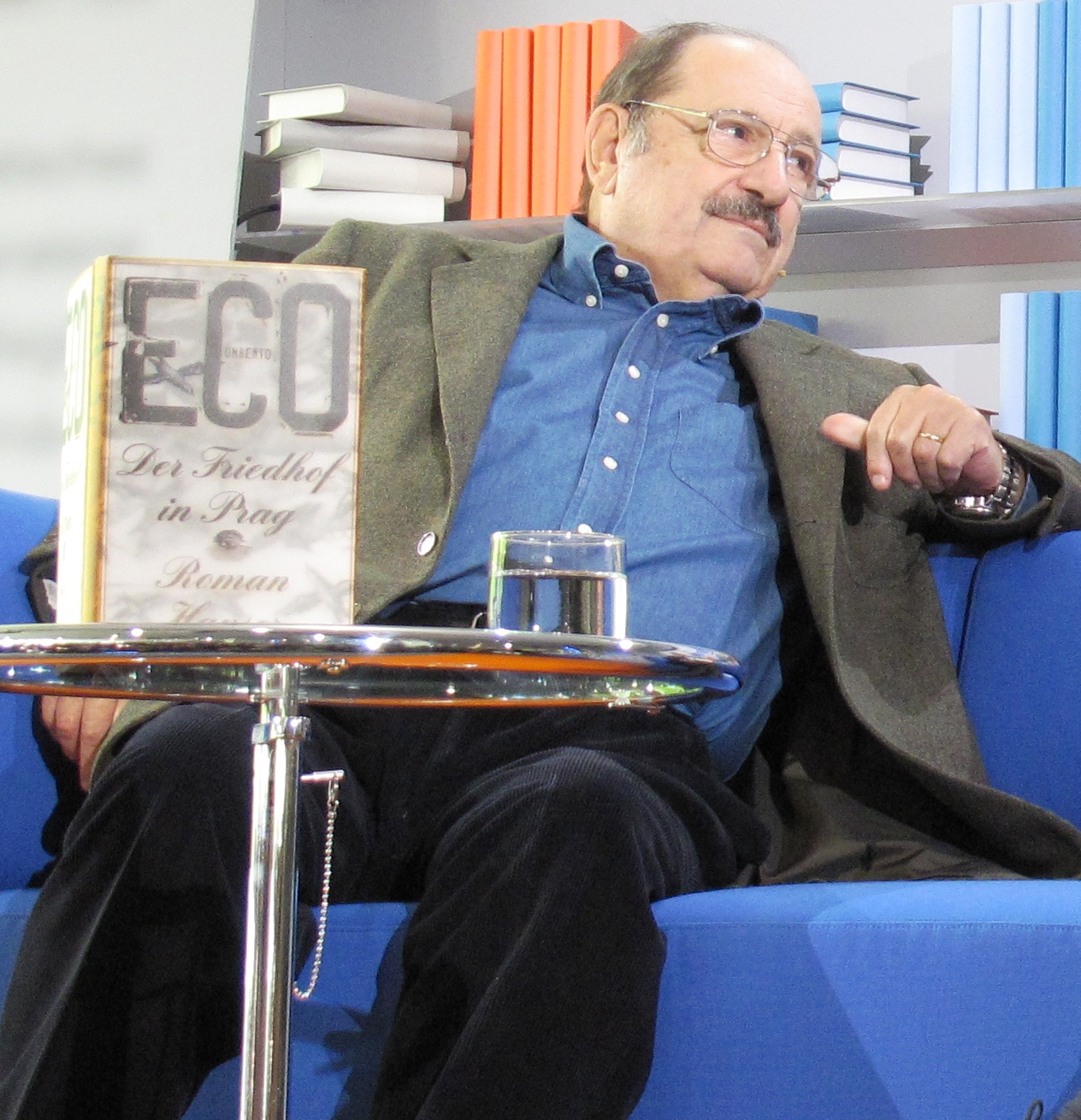

Умбе́рто Э́ко (итал. Umberto Eco) — итальянский учёный-философ, историк-медиевист, специалист по семиотике, литературный критик, писатель.

## Романы
Умберто Эко написал свой первый роман «Имя розы» когда ему было 48 лет, до этого, по его собственному заявлению, он не планировал становиться писателем и был вполне удовлетворён научной деятельностью. Дебютный роман принёс автору, без преувеличения, всемирную славу и был экранизирован в 1986 году режиссёром Жан-Жаком Анно. Последующие романы также имели большой успех, чаще других наравне с «Именем розы» отмечают «Маятник Фуко» и «Остров накануне». После выхода «Пражского кладбища» Эко в интервью журналу «The Paris Review» сказал, что, вероятно, больше не будет писать романов. Однако в 2015, за год до смерти, опубликовал еще один роман «Нулевой номер», который также имел успех.
| Год издания | Название на русском языке       | Оригинальное название                   | Год издания на русском |
| ----------- | ------------------------------- | --------------------------------------- | ---------------------- |
| 1980        | Имя розы                        | Il nome della Rosa                      | 1989                   |
| 1988        | Маятник Фуко                    | Il pendolo di Foucault                  | 1995                   |
| 1994        | Остров накануне                 | L’isola del giorno prima                | 1998                   |
| 2000        | Баудолино                       | Baudolino                               | 2003                   |
| 2004        | Таинственное пламя царицы Лоаны | La misteriosa fiamma della regina Loana | 2008                   |
| 2010        | Пражское кладбище               | Il cimitero di Praga                    | 2011                   |
| 2015        | Нулевой номер                   | Numero Zero                             | 2015                   |

## Научные и научно-популярные произведения
| Год издания | Название на русском языке                                        | Оригинальное название                                  | Год издания на русском |
| ----------- | ---------------------------------------------------------------- | ------------------------------------------------------ | ---------------------- |
| 1959        | Эволюция средневековой эстетики                                  | Sviluppo dell’estetica medievale                       | 2004                   |
| 1962        | Открытое произведение                                            | Opera aperta                                           | 2006                   |
| 1966        | Поэтики Джойса                                                   | Le poetiche di Joyce                                   | 2006                   |
| 1968        | Отсутствующая структура. Введение в семиологию                   | La struttura assent                                    | 1998                   |
| 1979        | Роль читателя. Исследования по семиотике текста                  | Lector in fabula                                       | 2005                   |
| 1987        | Искусство и красота в средневековой эстетике                     | Arte e bellezza nell’estetica medievale                | 2003                   |
| 1993        | Поиски совершенного языка в европейской культуре                 | La ricerca della lingua perfetta nella cultura europea | 2007                   |
| 1994        | Шесть прогулок в литературных лесах                              | Six Walks in the Fictional Woods                       | 2002                   |
| 1997        | Вечный Фашизм (Пять эссе на темы этики)                          | Cinque scritti morali                                  | 2000                   |
| 2003        | Сказать почти то же самое. Опыты о переводе                      | Dire quasi la stessa cosa. Esperienze di traduzione    | 2006                   |
| 2018        | Заклятие сатаны (сборник лучших статей У.Эко с 2000 по 2015 год) | Pape Satan Aleeppe                                     | 2018                   |

## Эссе, заметки и газетные статьи
| Год издания | Название на русском языке                       | Оригинальное название                                  | Год издания на русском |
| ----------- | ----------------------------------------------- | ------------------------------------------------------ | ---------------------- |
| 1983        | Заметки на полях «Имени розы»                   | Postille al nome della rosa                            | 2005                   |
|             | Средние века уже начались                       |                                                        | 1994                   |
| 2000        | Картонки Минервы. Заметки на спичечных коробках | La bustina di Minerva                                  | 2008                   |
| 2002        | О Литературе                                    | Sulla letteratura                                      | 2016                   |
| 2006        | Полный назад!                                   | A passo di gambero: guerre calde e populismo mediatico | 2007                   |

## Учебно-методические работы
| Год издания | Название на русском языке                         | Оригинальное название                                 | Год издания на русском |
| ----------- | ------------------------------------------------- | ----------------------------------------------------- | ---------------------- |
| 1977        | Как написать дипломную работу. Гуманитарные науки | Come si fa una tesi di laurea: Le materie umanistiche | 2004                   |

## Под редакцией
| Год издания | Название на русском языке                          | Оригинальное название                      | Год издания на русском |
| ----------- | -------------------------------------------------- | ------------------------------------------ | ---------------------- |
| 2004        | История красоты                                    | Storia della bellezza                      | 2005                   |
| 2007        | История уродства                                   | Storia della bruttezza                     | 2007                   |
| 2009        | Vertigo: Круговорот образов, понятий, предметов    | Vertigine della lista                      | 2009                   |
| 2013        | История иллюзий. Легендарные места, земли и страны | Storia delle terre e dei luoghi leggendari | 2013                   |

## Совместные работы
| Год издания | Соавтор                | Название на русском языке        | Оригинальное название                     | Год издания на русском |
| ----------- | ---------------------- | -------------------------------- | ----------------------------------------- | ---------------------- |
| 1996        | Кардинал К. М. Мартини | Диалог о вере и неверии          | In cosa crede chi non crede?              | 2004                   |
| 2010        | Жан-Клод Карьер        | Не надейтесь избавиться от книг! | N’esperez pas vous debarrasser des livres | 2010                   |

## Книги, не выходившие на русском языке или изданные лишь частично
| Год издания | Оригинальное название                                                                                        | Примечания                            |
| ----------- | --- | ------------------------------------- |
| 1956        | Il problema estetico in San Tommaso                                                                          |                                       |
| 1961        | Storia figurata delle invenzioni. Dalla selce scheggiata al volo spaziale                                    |                                       |
| 1963        | Diario minimo                                                                                                |                                       |
| 1964        | Apocalittici e integrati                                                                                     |                                       |
| 1965        | Il caso Bond                                                                                                 |                                       |
| 1967        | Appunti per una semiologia delle comunicazioni visive                                                        |                                       |
| 1967        | L’Italie par elle-meme. A portrait of Italy. Autoritratto dell’Italia                                        |                                       |
| 1968        | La definizione dell’arte                                                                                     |                                       |
| 1969        | L’arte come mestiere                                                                                         |                                       |
| 1969        | I sistemi di segni e lo strutturalismo sovietico                                                             |                                       |
| 1969        | L’industria della cultura                                                                                    |                                       |
| 1971        | Le forme del contenuto                                                                                       |                                       |
| 1972        | Il nuovo medioevo                                                                                            |                                       |
| 1972        | Estetica e teoria dell’informazione                                                                          |                                       |
| 1973        | Il segno |                                       |
| 1973        | Il costume di casa                                                                                           |                                       |
| 1973        | Beato di Liébana                                                                                             |                                       |
| 1975        | Trattato di semiotica generale                                                                               |                                       |
| 1976        | A Theory of Semiotics                                                                                        | Издан впервые на английском языке     |
| 1976        | Il superuomo di massa                                                                                        |                                       |
| 1977        | Dalla periferia dell’impero                                                                                  |                                       |
| 1980        | Function and sign: the semiotics of architecture. A componential analysis of the architectural sign /column/ | Издан впервые на английском языке     |
| 1980        | E semeiologia sten kathemerine zoe                                                                           | Издано впервые на греческом языке     |
| 1982        | Il «Milione»: descrivere l’ignoto                                                                            |                                       |
| 1983        | The Sign of Three. Peirce, Holmes, Dupin                                                                     |                                       |
| 1983        | Sette anni di desiderio                                                                                      |                                       |
| 1984        | Semiotica e filosofia del linguaggio                                                                         |                                       |
| 1984        | Conceito de texto                                                                                            | Издано впервые на португальском языке |
| 1985        | Sugli specchi e altri saggi                                                                                  |                                       |
| 1986        | De Bibliotheca                                                                                               | Издано впервые на французском языке   |
| 1987        | Streit der Interpretationen                                                                                  | Издано впервые на немецком языке      |
| 1987        | Notes sur la sémiotique de la réception                                                                      | Издано впервые на французском языке   |
| 1988        | Meaning and mental representations                                                                           | Издано впервые на английском языке    |
| 1989        | Im Labyrinth der Vernunft. Texte über Kunst und Zeichen                                                      | Издано впервые на немецком языке      |
| 1989        | Lo strano caso della Hanau 1609                                                                              |                                       |
| 1898        | Leggere i Promessi sposi                                                                                     |                                       |
| 1990        | Auf dem Wege zu einem Neuen Mittelalter                                                                      | Издано впервые на немецком языке      |
| 1990        | I limiti dell’interpretazione                                                                                |                                       |
| 1991        | Stelle e stellette                                                                                           |                                       |
| 1991        | Vocali |                                       |
| 1992        | Il secondo diario minimo                                                                                     |                                       |
| 1992        | Interpretation and Overinterpretation                                                                        | Издано впервые на английском языке    |
| 1992        | La memoria vegetale                                                                                          |                                       |
| 1993        | Ton augousto den Uparchoun eideseis                                                                          | Издано впервые на греческом языке     |
| 1994        | Apocalypse Postponed                                                                                         | Издано впервые на английском языке    |
| 1995        | Povero Pinocchio                                                                                             |                                       |
| 1997        | Neue Streichholzbriefe                                                                                       | Издано впервые на немецком языке      |
| 1997        | Kant e l’ornitorinco                                                                                         |                                       |
| 1998        | Talking of Joyce                                                                                             | Издано впервые на английском языке    |
| 1998        | Gesammelte Streichholzbriefe                                                                                 | Издано впервые на немецком языке      |
| 1998        | Serendipities. Language and Lunacy                                                                           | Издано впервые на английском языке    |
| 1998        | Tra menzogna e ironia                                                                                        |                                       |
| 2000        | Den nye Middelalderen og andre essays                                                                        | Издано впервые на норвежском языке    |
| 2000        | Mein verrücktes Italien                                                                                      | Издано впервые на немецком языке      |
| 2000        | Mysl a smysl                                                                                                 | Издано впервые на чешском языке       |
| 2000        | Experiences in translation                                                                                   | Издано впервые на английском языке    |
| 2001        | Riflessioni sulla bibliofilia                                                                                |                                       |
| 2001        | Sämtliche Glossen und Parodien                                                                               | Издано впервые на немецком языке      |
| 2003        | Mouse or Rat?: Translation as Negociation                                                                    | Издано впервые на английском языке    |
| 2004        | Il linguaggio della terra australe                                                                           |                                       |
| 2005        | Il Codice Temesvar                                                                                           |                                       |
| 2005        | Nel segno della parola                                                                                       |                                       |
| 2006        | La memoria vegetale e altri scritti di bibliofilia                                                           |                                       |
| 2006        | Sator Arepo eccetera                                                                                         |                                       |
| 2007        | 11/9 La cospirazione impossibile                                                                             |                                       |
| 2007        | Dall’albero al labirinto                                                                                     |                                       |
| 2009        | Nebbia |                                       |
| 2010        | Il Medioevo. Barbari, Cristiani, Musulmani                                                                   |                                       |
| 2011        | Il Medioevo. Cattedrali, Cavalieri, Città                                                                    |                                       |
| 2011        | Il Medioevo. Castelli, Mercanti, Poeti                                                                       |                                       |
| 2011        | Costruire il nemico e altri scritti occasionali                                                              |                                       |
| 2011        | Il Medioevo. Esplorazioni, Commerci, Utopie                                                                  |                                       |
| 2012        | Scritti sul pensiero medievale                                                                               |                                       |